# Wikimedia Foundation v. NSA
Der Fall Wikimedia Foundation v. NSA (Fallnummer 15-cv-0062-TSE) bezeichnete ein von März 2015 bis Februar 2023 von der Wikimedia Foundation (WMF), Amnesty International, Human Rights Watch und anderen betriebenes Verfahren gegen die National Security Agency, den dem U.S.-Verteidigungsministerium unterstelltem Nachrichtendienst Central Security Service und anderen Organisationen, gegen das Abhören der Internetkommunikation, insbesondere gegen das mutmaßliche Überwachen des Upstreams, also Bearbeitungen und Uploads, in den von der Wikimedia Foundation betriebenen Projekten. Dabei stützen sich die Kläger auf die Informationen von Edward Snowden.
In erster Instanz entschied das Gericht im Oktober 2015, dass die Klage nicht zulässig sei, weil die Überwachung im Einzelnen vom Kläger nicht nachgewiesen worden ist.
Das Verfahren ist nach der zugelassenen Beschwerde der Kläger in zweiter Instanz im Februar 2016 vom Bundesberufungsgericht der Vereinigten Staaten in Richmond, Virginia, im Mai 2017 teilweise zugelassen worden. Der Fall wurde an das Bundesbezirksgericht zurückverwiesen. Dort wurde im August 2018 die Einstufung der Daten als Staatsgeheimnis bestätigt, so dass Wikimedia trotz Klage keine weiterführenden Informationen von der NSA erhalten konnte.
Im Januar 2019 versuchte Wikimedia weiterhin durch das Stellen von Anträgen an weitere Informationen und Daten der NSA zu gelangen.
Im Februar 2023 hat der U.S. Supreme Court die Klage der Wikimedia Foundation abgelehnt.